# Groenplaats (stație de premetrou din Antwerpen)
Groenplaats (în română Loc înverzit) este o stație a premetroului din Antwerpen, care face parte din rețeaua de tramvai din Antwerpen. Stația este situată sub piața cu același nume.

## Caracteristici
Inaugurată pe 25 martie 1975, Groenplaats este una din cele mai vechi stații de premetrou din oraș. Stația este caracterizată de o amenajare de culoare verde pe peronul spre Linkeroever și de un finisaj în cărămidă pe peronul spre stația Meir.
La origine, stația Groenplaats era punctul terminus al liniilor de tramvai care circulau prin tunelurile premetroului. Tramvaiele soseau la nivelul -2, apoi foloseau o buclă de întoarcere spre nivelul inferior, după care se îndreptau în sens invers, către stația Meir. Această buclă a fost transformată într-o fundătură după ce linia subterană a fost prelungită spre Linkeroever.
Nivelul -1 este constituit dintr-o sală pentru ghișee cu acces înspre cele două peroane, și ieșiri spre Karel de Grote-Hogeschool, Piața Groenplaats, parcarea subterană a pieței și centrul comercial Grand Bazar Shopping Center. Peronul către Linkeroever este situat la nivelul -2, în timp ce peronul în direcția Meir este situat la nivelul -3.
În apropierea stației Groenplaats se află complexul comercial Grand Bazar Shopping, care include și magazinul Fnac, precum și o parcare subterană cu plată. Stația Groenplaats are pasaje subterane de acces către ambele construcții.

## Casele de bilete

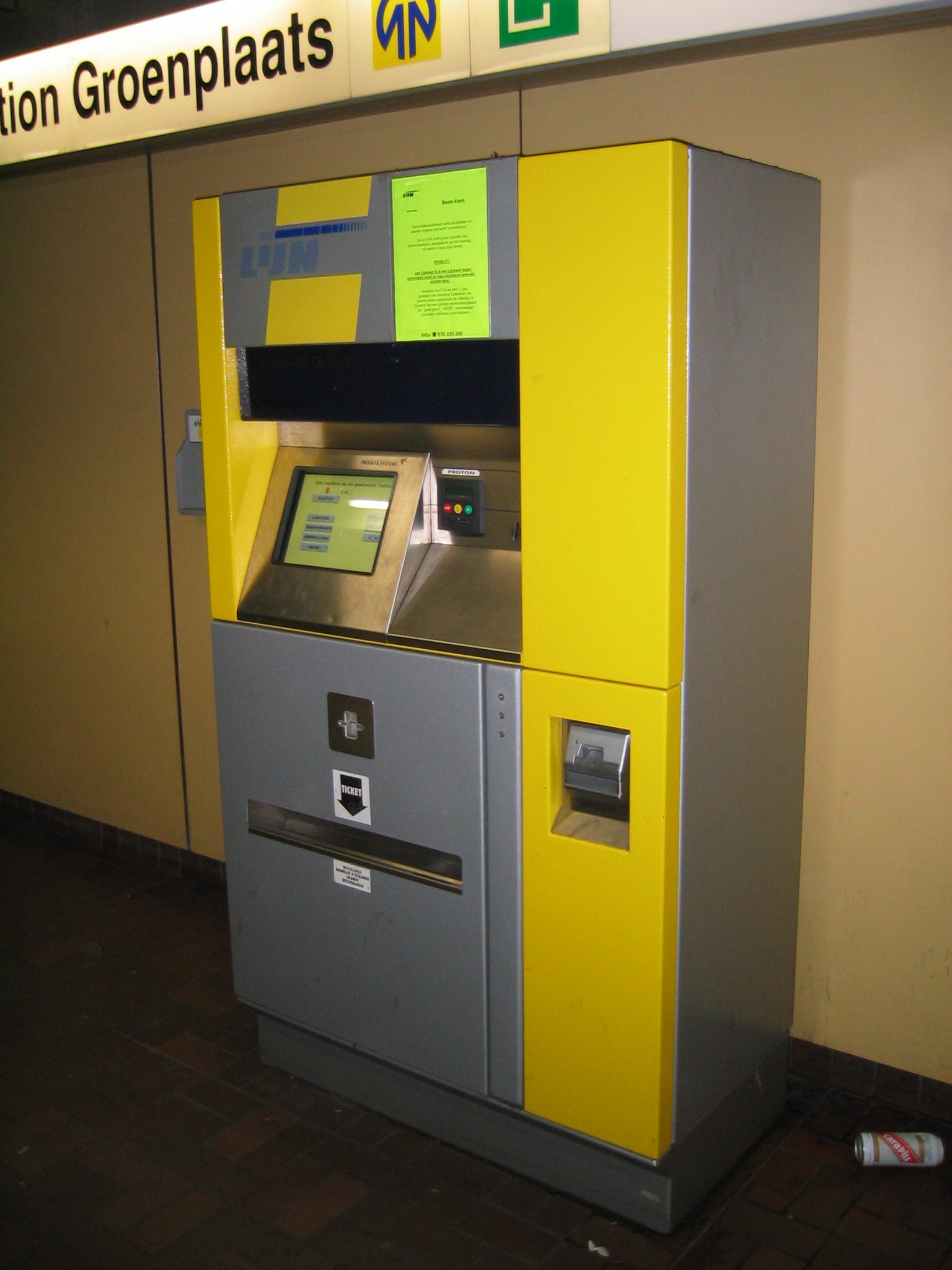
Automat de bilete în stația Groenplaats

Casele de bilete de la nivelul -1 sunt deschise în toate zilele lucrătoare, între orele 08:00 și 18:00, precum și sâmbăta, între orele 08:00 și 16:00, dar sunt închise duminica și în zilele de sărbătoare. În holul de la nivelul -1 există însă și automate de bilete care pot fi folosite de călători în orice zi a săptămânii, la orice oră.
Abonamentele pe mijloacele de transport în comun emise de De Lijn pentru tot teritoriul Flandrei sunt valabile și în premetroul din Antwerpen.

## Planurile inițiale
Conform planurilor inițiale, stația Groenplaats trebuia să fie una în cruce. Aici, actuala linie est-vest aflată în operare trebuia să se intersecteze cu o linie nord-sud subterană care ar fi pornit din stația Klapdorp, ar fi ajuns pe strada Melkmart, apoi în stația Groenplaats, de unde ar fi continuat pe sub strada Nationalestraat către sud, în direcția Muzeului de Arte Frumoase. Aceste planuri nu au fost niciodată puse în aplicare.